# 陳潔如回憶錄
《陳潔如回憶錄》，傳記文學出版社叢刊名為著者陳潔如：《陳潔如回憶錄：蔣介石陳潔如的婚姻故事》，據言為中國國民黨領袖蒋介石的第三位夫人陈洁如（英文版稱為第二位夫人）口述的回忆录，记述陈氏和蒋介石的人生交集。
陈氏作为蒋夫人七年，对蒋有常人不及的深入了解和“第一手”资料。蒋介石和陈氏相知、结婚和共同生活的岁月，正好是蒋崛起于中国政坛，成为军事强人的人生轉折期。《陳潔如回憶錄》曾被评为“改写了民国历史”。

## 历史背景
蒋介石要與宋美龄成婚（世称“蒋宋联姻”）之前，因与宋母倪桂珍有约，解除了自己之前的婚约，送陈洁如赴美国留学。陈在美国居住学习期间，曾有写回忆录的打算。陈氏写成回忆录后，因中国国民党的攔阻，未能发表。
陈氏详写與蒋介石相知、结婚至共同生活的8年时间，披露自己和蒋的生活细节，并对当时由蔣觀點所見的中国大事也有实录。
陈与蒋婚後的這8年不仅是他们夫妻關係的8年，也是蒋的人生與中国的历史中，重要的8年。當時蒋从一个革命无名之辈一跃成为国民革命军的總司令，即将统一中国大陆。
20世纪50、60年代，陈氏已经写有中文的回忆录，但最后回忆录仍然以英文定稿。成书超过10年，称“历时十数载寒暑”。
1990年，有人從美國胡佛檔案館裡發現了這部回憶錄的英文打字稿。
20世纪90年代初，已有陈洁如回忆录中、英文版本节选流出。1991年12月，台湾《传记文学》月刊声称收到谋神秘供稿人之《陈洁如回忆录》英文原稿，并有署名“金忠立”中文译本。《传记文学》自1992年1月开始分期连载，主标题作《蒋介石陈洁如的婚姻故事》，并有副题《改变民国历史的陈洁如回忆录》。《传记文学》在月刊连载之后，1992年6月出版《陈洁如回忆录》中文全译本，全书约有21万字。台湾《新新闻》周刊在1992年2、3月时，也分4次连载《陈洁如回忆录》的摘要，标题作《我做了七年的蒋介石夫人》，之后发行的节译本，共约11万字。
1993年3月，回忆录在中国大陆出版，标题為《陳潔如回憶錄：蔣介石的第三任妻子》。
1993年9月，英文版Chiang Kai-shek's Secret Past: The Memoir of His Second Wife, Chʻen Chieh-ju由美國Westview Press出版，中國史專家易勞逸教授負責編輯並作引言。

## 评价
旅美历史学家唐德剛给《陈洁如回忆录》全译本代序〈私情的感念和职业的道义〉，肯定回憶錄「蘊藏著很多外界不知的第一手史料。但是本書似非作者親筆。它是經由執筆人『藝增』（藝術加工）過的。執筆人所著重的是它的『藝術價值』、『新聞價值』或『歷史價值』，則其取材的選擇和落筆的輕重之間，就有很大的出入了」，有很高史料价值，「史料中偶有小疵，然瑕不掩瑜也」，并受到唐的推荐。對於胡元福、王舜祁《〈回憶錄〉外的查訪》一文結論本書是「偽作」。唐德剛回應：回憶錄是口述原始史料，史學家要有所揀擇。
也有评论家认为《陈洁如回忆录》是本“伪书”，執筆者冒用陳潔如的名義，伪造了不少事件和细节，以“妖魔化”蒋介石，是“妖魔化”蒋介石的头号三本书之一。研究蔣介石的專家楊天石認為：本書大量作偽，價值不大。「偽造者懂一點歷史，但是，又不是很懂，而且作偽時不曾下過功夫」。如《蒋介石日记》记载，一九二八年宋美龄怀孕，他极为欣喜；後來卻因刺客行刺而流产。反駁了本書所称，蒋介石无法生育，是因他年轻时罹患梅毒的说法。易勞逸教授在本書引言中也承認書中有各種大小錯誤，並不可靠，然而作為史料的價值在於作者的個人經驗。
莫世祥认为，该书純屬虛構的小說家言，而非信史。:423譬如1927年國民黨定都南京之後，蔣介石與陳果夫等国民党要员，欲以高價購買和銷毀楊衢雲、孫中山與日本人合影的相片底片一事，是纯粹的谣言。:423因为1927年國民黨定都南京之後，是廣州革命紀念會向社会征集黃花崗七十二烈士的遺跡，謝纘泰響應其号召而公開该相片，并将公开信及其它相片和函件复印件公布在香港《华侨日报》，不存在国民党要员秘密出高价收买相片底片一事。:423-424另外，该書聲稱，當陳果夫談論該照片時，說:「站在我們的領袖孫先生旁的边是日本已故首相犬養毅，他被日本狂熱的愛國分子所暗殺。」但照片中并无犬養毅，且犬養毅死於1932年，陳果夫不可能提前5年說出犬養毅被殺。:425

## 版本
- 中国大陆出版版本：（页面存档备份，存于） 陈洁如回忆录，北京市：中国友谊出版公司，1993年8月出版，ISBN 978-750-5705-01-2，豆瓣
- 台灣出版版本：傳記文學叢刊130，著者陳潔如：《陳潔如回憶錄：蔣介石陳潔如的婚姻故事》，新北市：傳記文學出版社，2011年6月20日再版，ISBN 978-957-8506-73-2